# Ngaïndara
Ngaïndara est un village camerounais de la région de l'Est. Il se situe dans le département de Lom-et-Djérem et dépend de la commune de Bétaré-Oya et du canton de Yayoué. Il ne faut pas confondre le village de Ngaïndara avec celui de Gaïndara situé dans la même commune mais dans le canton de M'bitom. 
On le trouve parfois orthographié « Gaïndara » ou « Ngai-dara ».

## Population
D'après le recensement de 1966, on comptait 146 habitants à Ngaïndara. On en comptait 169 en 2005 et 141 en 2011 dont 50 jeunes de moins de 16 ans et 21 enfants de moins de 5 ans. 

## Infrastructures
En 2011, le plan communal de développement de Bétaré-Oya prévoyait la construction d'un forage et d'un puits d'eau ainsi que l'électrification du village.